# Alte Kameraden
Alte Kameraden – tytuł popularnego niemieckiego marszu (Heeresmarsch II, 150).
Marsz Alte Kameraden został skomponowany około roku 1889 przez muzyka wojskowego Carla Teikego w Ulm. Przełożony kapelmistrz Teikego po przejrzeniu partytur chciał je spalić, twierdząc, że „Marszów mamy już dość.”. Jednak nuty marsza nie zostały spalone, a kompozycja stała się jednym z najpopularniejszych i najczęściej wykonywanych niemieckich marszów wojskowych.
Również za granicą utwór cieszy się dużą popularnością; nawet zaraz po zakończeniu II wojny światowej, gdy granie niemieckich marszów było za granicą niemile widziane, był nadal często wykonywany.
Od 2007 roku w Gorzowie Wielkopolskim odbywa się Festiwal orkiestr „Alte Kameraden”.
Sam tekst marszu posiada kilka wersji. Marsz bywa grany także w odmianie weselnej.

## Tekst
| wersja oryginalna | polskie tłumaczenie |
| --- | --- |
| Alte Kameraden auf dem Kriegespfad In alter Freundschaft felsenfest und treu. Ob in Kampfe oder Pulverdampf, Stets zusammen halten sie auf’s neu. Zur Attacke geht es Schlag auf Schlag, Ruhm und Ehr muß bringen uns der Sieg, Los, Kameraden, frisch wird geladen, Das ist unsere Marschmusik. Nach dem Kampfe geht das ganze Regiment Ins Quartier ins nächste Dorfhauselement Und beim Wirte das geflirte Mit den Mädels und des Wirtes Töchterlein. Lachen scherzen, lachen scherzen, heute ist ja heut' Morgen ist das ganze Regiment wer weiß wie weit. Das, Kameraden, ist des Kriegers bitt’res Los, Darum nehmt das Glas zur Hand und wir sagen „Prost”. Alter Wein gibt Mut und Kraft, In dem steckt der wahre Lebenssaft. Und das alte Herz bleibt jung Und gewaltig die Erinnerung. Ob in Freude, ob in Not, Bleiben wir getreu bis in den Tod. Trinket aus und schenket ein Und laßt uns alte Kameraden sein. | Starzy towarzysze na wojennej ścieżce W starej przyjaźni niezłomni i wierni. Czy to w walce czy też w oparach prochu, Zawsze razem trzymają się na nowo. Do ataku idzie się śmiało jeden za drugim, Chwałę i zaszczyt musi przynieść nam zwycięstwo, Jazda towarzysze, rześko rozbrzmiewa, Ta nasza muzyka marszowa. Po walce cały pułk idzie Na kwatery do najbliższych domów we wsi By u gospodarzy rozkochać w sobie Dziewczyny dotknięte niemiecką ręką wybawcy. Śmiech i żarty, śmiech i żarty dzień w dzień Jutro będzie cały pułk kto wie jak daleko Taki gorzki jest towarzysze wojenny los, Dlatego bierzcie kielichy w dłoń i mówmy „Prost”. Stare wino daje odwagę i moc W nim zawiera się prawdziwa treść życia I stare serce staje się młode I wspaniałe wracają wspomnienia Czy w radości czy w kłopotach Zostajemy wierni aż do śmierci Wypijcie i nalejcie I bądźmy starymi towarzyszami. |